# Жозеф Доль
Жозеф Доль (фр. Joseph Daul; нар. 13 квітня 1947, Страсбург) — французький політик, депутат Європейського парламенту від Союзу за народний рух. Лідер фракції Європейської народної партії (2007—2014) (до 2009 року Європейська народна партія — Європейські демократи (ЄНП-ЄД)).
Президент Європейської народної партії (2013—2019).

Раніше Дол став відомим як голова потужного Комітету Європейського парламенту з питань сільського господарства, на цю посаду він був обраний 23 липня 2004 року, а раніше, з 2002 року, був головою Конференції голів комітетів. Він був мером міста Пфеттісхайм ( Нижній Рейн ) з 1989 року, є офіцером Сільськогосподарського ордена «За заслуги», кавалером Національного ордена «За заслуги» та кавалером Ордену Почесного легіону . Окрім французької, він розмовляє стандартною німецькою та ельзаською мовами , алеманською різновидом німецької мови, якою розмовляють у його рідному Ельзасі .

## Біографія
Народився у багатодітній сім'ї (мав шість братів і сестер). У віці 20 років, він отримав невелику ферму в 7 га, і з тих часів керує нею разом із дружиною та сином. Його ферма розрослася до 75 га, проте це дотепер сімейний бізнес, що спеціалізується на виробництві яловичини та вирощуванні цукрового буряку. Жозеф Доль із початку своєї професійної кар'єри зрозумів важливість громадської діяльності, і він бере активну участь у сільськогосподарському профспілковому русі.
У віці 35 років, він продовжив свою профспілкову діяльність поза межами молодіжного сектору та поєднав своє професійне життя фермера з відповідальними посадами на регіональному (професійні організації, кооперативи, сільськогосподарська палата), національному та європейському рівнях.
У 1997 році, коли виникла криза «коров’ячого сказу», він був головою Національної федерації виробників яловичини у Франції та групи «яловичини» в Європі. Ця діяльність разом із його досвідом на посаді мера свого міста (1000 жителів) призвела до більш активної ролі в політиці, коли в 1999 році його попросили представляти фермерські та сільські громади в списку РПР під керівництвом Ніколя Саркозі . Доль також став заступником мера у своєму рідному місті, віце-президентом Спільноти рад і головою кооперативу з управління бійнею Страсбурга (160 співробітників).
Голова фракції ЄНП (2007—2014), при цьому залишався членом комітету зі сільського господарства й розвитку сільських районів.

## Член Європейського парламенту
Після обрання в 1999 році, Дол приєднався до тодішньої групи EPP-ED, нині групи EPP . Дол став членом Комітету з питань сільського господарства та сільського розвитку, призначений його головою в січні 2002 року.
У 2002 році його було призначено головою Конференції голів комітетів, яка відповідає за координацію «горизонтальних» питань, що стосуються 20 парламентських комітетів, і за підготовку проекту порядку денного для пленарних сесій. У рамках реформи Європарламенту Конференція висунула пропозиції щодо підвищення ефективності його роботи. Дол також співголовував разом із головами відповідних комітетів на слуханнях комісарів і передав висновки президенту Європейського парламенту.
Нарешті, у 2005 і 2006 роках він і депутат Європарламенту від соціалістів Річард Корбетт були представниками парламенту на новому раунді переговорів з Радою та Комісією щодо комітології , що вперше дало парламенту право блокувати ухвалення заходів щодо виконання Комісією.
Група «Лісабонської стратегії», очолювана Долем, досліджувала питання зайнятості, і в цій якості Дол був співголовою двох зустрічей у 2005 та 2006 роках між Європейським парламентом та національними парламентами. Будучи членом делегації Європейського парламенту на переговорах у СОТ, Дол входив до складу делегації Європейського парламенту на конференціях міністрів у Сіетлі (1999), Досі (2001) та Канкуні (2003). Він брав участь у підготовчій роботі до конференцій міністрів, регулярно зустрічаючись із послами в Женеві, щоб представляти позицію Європейського парламенту.
У січні 2007 року, він був обраний головою групи ЄНП . Він залишається членом Комітету з питань сільського господарства та сільського розвитку та заступником члена Комітету з міжнародної торгівлі та Делегації в Спільній парламентській асамблеї АКТ-ЄС. Він також є головою Європейської парламентської асоціації (EPA).
12 листопада 2013 року Жозефа було обрано президентом Європейської народної партії , змінивши покійного Вільфріда Мартенса , водночас залишаючись головою групи ЄНП у Європейському парламенті. Однак він вирішив більше не балотуватися на виборах до Європарламенту 2014 року та залишити посаду голови групи ЄНП у Європейському парламенті, щоб присвятити весь свій час своїй новій посаді. Він був переобраний президентом ЄНП на Мадридському конгресі в жовтні 2015 року. У 2019 році його змінив Дональд Туск. 

## Нагороди
- кавалер ордена Почесного легіону (Франція)[4];
- Кавалер ордена «За заслуги» (Франція)[4];
- офіцер ордена Сільськогосподарських заслуг;
- медаль Робера Шумана (2014);
- орден князя Ярослава Мудрого V ступеня (Україна, 2008)[5].